# Franco Ianieri
Franco Ianieri (* 3. November 1939 in Rom; † 18. Februar 2016 in Leifers) war ein italienischer Politiker.

## Biographie
Ianieri arbeitete im Staatsdienst für das Transportministerium. Politisch engagierte er sich von 1985 bis 1990 im Gemeinderat von Leifers. Der zunächst im Partito Liberale Italiano eingeschriebene Ianieri zählte anschließend zu den Gründungsmitgliedern des Südtiroler Ablegers der Unione di Centro. 1995, nach dem Tod von Armando Magnabosco, rückte er in den Südtiroler Landtag und damit gleichzeitig den Regionalrat Trentino-Südtirol nach, denen er bis zum Ende der Legislaturperiode 1998 angehörte.